# داوید لوپس (دوچرخه‌سوار)
داوید لوپس (اسپانیایی: David López‎؛ زادهٔ ۱۳ مهٔ ۱۹۸۱) دوچرخه‌سوار اهل اسپانیا است.
از باشگاه‌هایی که در آن رکاب زده‌است می‌توان به تیم اسکای، ایوسکالتل-ایوسکادی، و تیم موویستار اشاره کرد.